# Уайтхед, Генри
Генри Сент-Клер Уайтхед (англ. Henry St. Clair Whitehead, 5 марта 1882 – 23 ноября 1932) — американский писатель ужасов, научной фантастики и фэнтези, а также епископальный священник.

## Биография
Генри С. Уайтхед родился в Элизабет, штат Нью-Джерси, 5 марта 1882 года и окончил Гарвардский университет в 1904 году (в одном классе с Франклином Д. Рузвельтом). В молодости вел активную и светскую жизнь в первое десятилетие XX века, играя в футбол в университете, редактируя демократическую газету «Реформа» в Порт-Честере, штат Нью-Йорк, и работая комиссаром по легкой атлетике в AAU.
Позже учился в богословской школе Беркли в Мидлтауне, штат Коннектикут, а в 1912 году был рукоположен в дьякона в епископальной церкви. В 1912–1913 годах он работал священнослужителем в Торрингтоне, штат Коннектикут. С 1913 по 1917 год служил настоятелем Церкви Христа в Мидлтауне, Коннектикут. С 1918 по 1919 год был детским пастором церкви Святой Марии Богородицы в Нью-Йорке.
Генри служил архидиаконом Виргинских островов с 1921 по 1929 год. Находясь там, живя на острове Санта-Крус, проработал материал, который ему предстояло использовать в своих рассказах о сверхъестественном. Генри Уайтхед стал корреспондентом Г. Ф. Лавкрафта. Уайтхед публиковал рассказы, начиная с 1924 года, в журналах «Adventure», «Black Mask», «Strange Tales» и особенно «Weird Tales». Во введении к сборнику «Jumbee» Роберт Барлоу позже описал Уайтхеда как члена «серьезной школы Weird Tales». Действие многих рассказов Уайтхеда происходит на Виргинских островах и основано на истории и фольклоре этого региона. Некоторые из этих историй рассказаны Джеральдом Каневином, жителем Новой Англии, живущим на островах и героем, основанном на самом Уайтхеде. Научная фантастика Уайтхеда была частично основана на работах Эдварда Лукаса Уайта и Уильяма Хоупа Ходжсона. «Большой круг» (The Great Circle) (1932) — это история о затерянной расе с элементами меча и колдовства.
В более позднем возрасте Уайтхед жил в Данидине, Флорида, в качестве настоятеля Церкви Доброго Пастыря и лидера класса для мальчиков. Лавкрафт стал близким другом Уайтхеда, навещавшим его в его доме в Данидине на несколько недель в 1931 году. Лавкрафт записывал в своих письмах, что он читал ученикам свои рассказы, таких как «Кошки Ултара» и они им понравились. Лавкрафт сказал об Уайтхеде: «В нем нет ничего от затхлого священнослужителя; он одевается в спортивную одежду, иногда ругается, как настоящий мужчина, и ему совершенно чужд фанатизм или чопорность любого рода».
Уайтхед страдал от длительных болезней желудка, но отчет о его смерти, сделанный его ассистентом, предполагает, что он умер от инсульта при падении. Он умер в конце 1932 года, но немногие из его читателей узнали об этом до тех пор, пока заявление и краткий обзор Лавкрафта не появились в мартовском номере журнала Weird Tales, вышедшем в феврале 1933 года. Уайтхеда сильно оплакивали и скучали по нему любители странной фантастики.
Роберт Барлоу собрал многие письма Уайтхеда, планируя опубликовать их том; но это так и не появилось, хотя Барлоу действительно внес вклад в введение к «Jumbee and Other Uncanny Tales» Уайтхеда (1944).

## Критика
Уайтхед имеет культурное значение благодаря своему подробному описанию вуду в литературе и внедрению этих элементов в массовую культуру.
Лавкрафт выразил восхищение работами Уайтхеда, охарактеризовав работы Уайтхеда как «странную беллетристику тонкого, реалистичного, и безмятежно мощного типа» и хвалил рассказ Уайтхеда «Уход Бога» (The Passing of a God ) как «возможно, представляющий пик творческого гения Уайтхеда».
Алджернон Блэквуд в письме Августу Дерлету включил Уайтхеда в список писателей, которыми он восхищался.
Его работы до сих пор высоко ценятся писателями и критиками, а Стефан Дземянович описывает рассказы Уайтхеда о Вест-Индии (в основном о Виргинских островах) как «практически не имеющие себе равных по яркости, с которой они передают трепет и тайну своих экзотических мест».

## Творчество

### Рассказы
- "The Intarsia Box" (1923) Adventure
- "The Wonder-Phone" (1923) People’s Magazine
- "Christabel" (1923) Hutchinson’s Adventure-Story Magazine
- "The Door" (1924) Weird Tales
- "Tea Leaves" (1924) Weird Tales
- "The Wonderful Thing" (1925) Weird Tales
- "The Thin Match" (1925) Weird Tales
- "The Cunning of the Serpent" (1925) Adventure
- "Sea Change" (1925) Weird Tales
- "The Gladstone Bag" (1925)The Black Mask
- "The Fireplace" (1925) Weird Tales
- "The Projection of Armand Dubois" (1926) Weird Tales
- "Jumbee" (1926) Weird Tales
- "Across the Gulf" (1926) Weird Tales
- "Gahd Laff!" (1926) The Black Mask 1926
- "The Shadows" (1927) Weird Tales
- "West India Lights" (1927) West India Lights
- "The Left Eye" (1927) Weird Tales
- "Obi in the Caribbean" (1927) West India Lights
- "The Cult of the Skull" (1928) Weird Tales
- "The Return of Milt Drennan" (1929) Mystery Stories
- "The Lips" (1929) Weird Tales
- "Sweet Grass" (1929) Weird Tales
- "Black Tancrède" (1929) Weird Tales
- "The People of Pan" (1929) Weird Tales
- "The Tabernacle" (1930) Weird Tales
- "The Shut Room" (1930) Weird Tales
- "Machiavelli—Salesman" (1931) Popular Fiction Magazine
- "The Passing of a God" (1931) Weird Tales
- "The Trap" (1931) (with H.P. Lovecraft) Strange Tales
- "The Tree-Man" (1931) Weird Tales
- "Black Terror" (1931) Weird Tales
- "Hill Drums" (1931) Weird Tales
- "The Black Beast" (1931) Adventure
- "Cassius" (1931) Strange Tales (based on an idea by H. P. Lovecraft)
- "Mrs. Lorriquer" (1932) Weird Tales
- "No Eye-Witnesses" (1932) Weird Tales
- "Seven Turns in a Hangman's Rope" (1932) Adventure
- "The Moon-Dial" (1932) Strange Tales
- "The Great Circle" (1932) Strange Tales
- "Sea-Tiger" (1932) Strange Tales
- "The Chadbourne Episode" (1933) Weird Tales
- "The Napier Limousine" (1933) Strange Tales
- "Ruby the Kid" (1933) Nickel Western
- "Scar-Tissue" (1946) Amazing Stories
- "The Ravel 'Pavane'" (1946) West India Lights
- "Williamson" (1946) West India Lights
- "--In Case of Disaster Only" (1946) West India Lights
- "Bothon" (1946) (with H.P. Lovecraft) West India Lights

### Поэзия
- "Litrachoor," The Writer, August 1926

### Научная литература
- "Editorial Prejudice Against the Occult," The Writer, October 1922
- letter in The Camp-Fire, Adventure, November 10, 1923
- "Certain Mechanical Aids for the Writer," The Writer, March 1926
- "The Happy Ending," The Writer, July 1926
- "The Occult Story" in The Free-Lance Writer's Handbook (1926)
- ""Two Religions" of Anglicanism," The Commonweal, February 16, 1927
- "A Few from the Chest," The Writer, October 1927
- "The 'Project' Method," Writer's Digest, January 1928
- "Scrapped Stories," Writer's Digest, April 1928
- "Negro Dialect of the Virgin Islands," American Speech, Vol. 7, No. 3., February 1932

### Сборники
- Jumbee and Other Uncanny Tales (1944)
- West India Lights (1946)
- Passing of a God and Other Stories (2007), Ash-Tree Press, edited by Douglas A. Anderson and Stefan Dziemianowicz.
- Tales of the Jumbee: and Other Wonders of the West Indies (2009), Wildside Press
- Voodoo Tales: The Ghost Stories of Henry S. Whitehead (2012), Wordsworth Editions.

### Повести
- Pinkie at Camp Cherokee (1931, Putnam's)